# سفينة بوروبودور

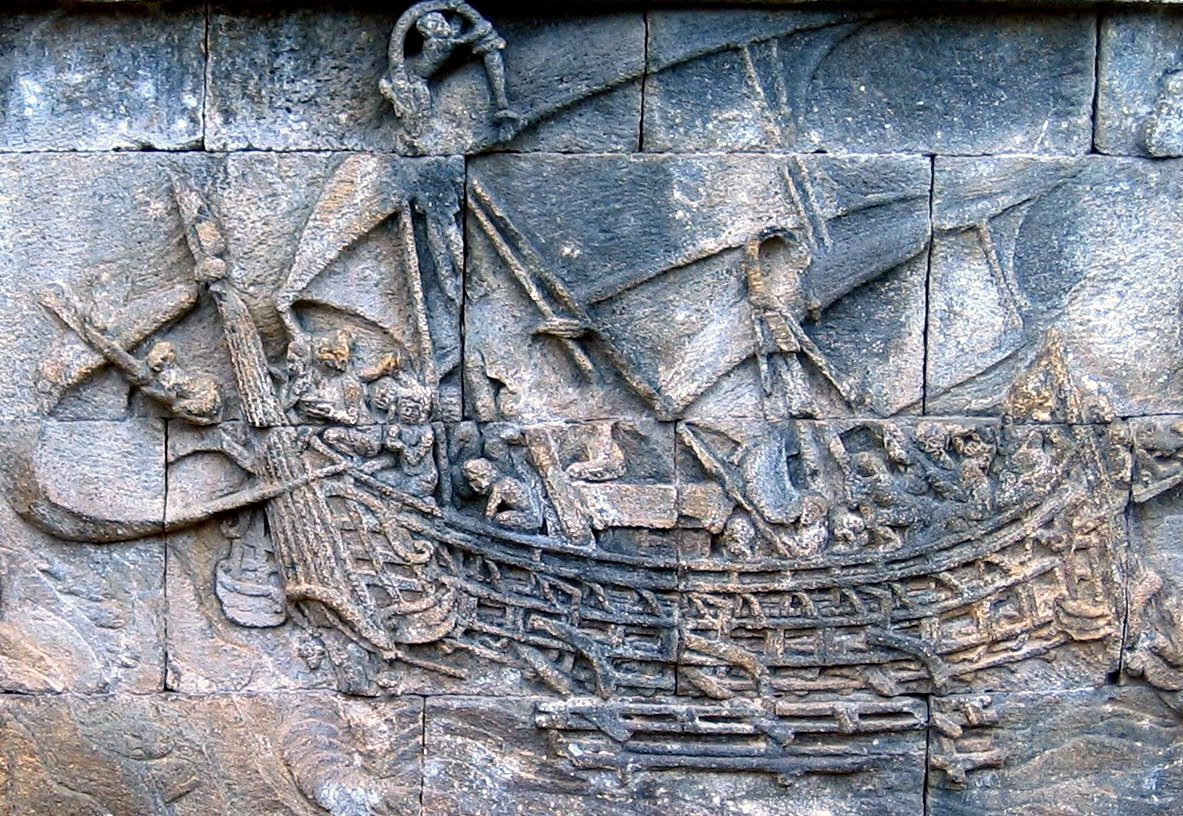
صورة السفينة على نقش باس بوروبودور

سفينة بوروبودور هي سفينة شراعية مزدوجة خشبية الصنع ذات عجلات مزدوجة، تعود إلى القرن الثامن في جنوب شرق آسيا البحري، وقد تم تصويرها في بعض النقوش البارزة لنصب بوروبودور البوذي في وسط جاوة في إندونيسيا. تم تصنيف هذا النفش كموقع للتراث العالمي من قبل اليونسكو. كانت السفن التي تم تصويرها على بوروبودور على الأرجح نوع من السفن المستخدمة في التجارة بين الجزر والحملات البحرية التي قامت بها إمبراطورية سيلندرا وسريفيجايا ثالاسوقراطية التي حكمت المنطقة حوالي القرن السابع إلى القرن الثالث عشر. كانت وظيفة الركيزة هي تثبيت السفينة بزورق مداد واحد أو مزدوج هو السمة النموذجية للسفن الأسترالية البحرية. يعتبر العلماء أنها النوع الأكثر ترجيحًا للسفينة المستخدمة لرحلاتهم واستكشافهم عبر جنوب شرق آسيا وأوقيانوسيا والمحيط الهندي.
في أواخر القرن العشرين أصبح فيليب بيل وهو بحار بريطاني مهتمًا بتصوير السفينة في بوروبودور وقرر إعادة بناء واحدة منها. بمساعدة من الهيئات الحكومية والدولية نظم فريقًا استكشافيًا قام ببناء السفينة، وأبحر بها من عام 2003 إلى عام 2004 من إندونيسيا إلى مدغشقر وغانا، مما أثبت أن التجارة البعيدة قد حدثت في هذه المنطقة. تم إنشاء متحف سامودرا راكاس في حديقة بوروبودور الأثرية للاحتفاظ بالسفينة، وافتتح المتحف في عام 2005، وهو يوفر عروض أخرى لتفسير التاريخ البحري القديم للإندونيسيين.

## رحلة سفينة بوروبودور
استنادًا إلى الأدلة الأثرية وغيرها من الأدلة، قال العلماء أن النقوش البارزة لبوروبودور تصور الحياة اليومية لجاوة القديمة في القرن الثامن الميلادي، من حياة القصر المحكمة إلى حياة عامة الناس في القرية. يتم تصوير مجموعة من المعابد والسوق والهندسة المعمارية والنباتات والحيوانات والزي والمجوهرات والأزياء، بالإضافة إلى وسائل النقل بما في ذلك المحفة وعربات الخيل والسفن.
في عام 1982 زار فيليب بيل وهو بحار بريطاني خدم سابقًا في البحرية الملكية البريطانية بوروبودور لدراسة السفن التقليدية والتقاليد البحرية، وأصبح مفتونًا بعشر صور بارزة لسفن قديمة مصورة على بوروبودور. خطط لإعادة بناء هذه السفينة القديمة وإعادة تمثيل طريق التجارة البحرية القديمة. من خلال بيانات محدودة للغاية - خمس منحوتات حجرية - ولكن أيضًا خبرته البحرية الواسعة، نظم بيل فريقًا استكشافيًا لإعادة بناء السفينة والإبحار من جاكرتا في إندونيسيا إلى مدغشقر، ثم حول رأس الرجاء الصالح إلى الساحل الغربي لأفريقيا. جند الخبراء الحرفيين والعلماء في هذا الجهد.
سبقت أعمال البحث والتصميم المكثفة بناء السفينة من قبل فريق من بناة السفن الإندونيسيين ذوي الخبرة، المتمركزين في جزر كانجان على بعد 60 ميلاً شمال بالي. أشرف نيك بيرنجهام وهو خبير معترف به في علم الآثار المائية والآثار البحرية الإندونيسية على بناء السفينة. تم بناء السفينة من قبل أسد عبد الله المدني وهو باني سفن إندونيسي تقليدي مخضرم وعدد من رجاله، مع ما يزيد قليلاً عن نموذج خشب البلسا الذي أنشأه برننغهام لمساعدته. تم تسمية السفينة سامودرا راكسا (مدافع عن البحار) وافتتحت في ميناء بينوا في بالي في 15 يوليو 2003 من قبل وزير السياحة والثقافة في جمهورية إندونيسيا أنا جيدي أرديكا، مع فيليب ديلانجي ومكتب اليونسكو بجاكرتا ومتخصصون في الثقافة.
يبلغ طول عارضة السفينة 17.29 م والهيكل حوالي 19 م بشكل عام مع ذراع 4.25 م وعمق مصبوب 2.25 م. كانت شارعة الإبحار حوالي 1.5 متر. تم دفع السفينة بواسطة اثنين من التانجا الليار («أشرعة مستطيلة مقنطرة»). كان لوح الهيكل بدنًا (يُطلق عليه أحيانًا «بنتيك») وكانت الطوابق من خشب الساج. لم يتم بناء السفينة بدروع طويلة على القوس والمؤخرة مثل النقوش لأنها أعاقت الرؤية إلى حد يتعارض مع لوائح منع التصادم في البحر.
تم تدشين الحملة خلال 6 أشهر من أغسطس 2003 حتى فبراير 2004. وبدأت في ميناء تانجونج بريوك في جاكرتا في 30 أغسطس 2003، أطلقها الرئيس ميجاواتي سوكارنوبوتري، ووصلت إلى ميناء تيما أكرا في غانا في 23 فبراير 2004. أظهرت الرحلة الملحمية روابط تجارية قديمة بين إندونيسيا وأفريقيا (ولا سيما مدغشقر وشرق إفريقيا). سافرت السفن من خلال ما كان يُعرف تاريخياً بـ «طريق شحن القرفة» من المياه الإندونيسية عبر المحيط الهندي إلى سيشيل ومدغشقر، ثم تجاوزت جنوب إفريقيا إلى غانا للتجارة.
يوجد اليوم سامودرا راكاس في متحف سامودرا راكاس، الذي يقع على بعد بضع مئات من الأمتار شمال معبد بوروبودور داخل مجمع حديقة بوروبودور الأثري. تم افتتاح متحف السفن سامودرا راكاس من قبل وزير تنسيق الرعاية البروفيسور الدكتور علوي شهاب من جمهورية إندونيسيا في 31 أغسطس 2005. وكان بمثابة تكريم للطاقم وجميع الذين عملوا مع بعثة بوروبودور ودعموها.

## النسخ طبق الأصل
- توجد النسخة المتماثلة المعروفة في متحف سامودرا راكاس في مجلانغ في جاوة الوسطى إندونيسيا.
- ترسو النسخة طبق الأصل في مارين مارش أوف ريزورتس وورلد سينتوسا في سنغافورة.[8]
- خدمة الإغاثة بوروبودور بمثابة الأساس لبناء «روح ماجاباهيت»، وهي نسخة طبق الأصل من سفينة ماجاباهيت. تلقت هذه النسخة المقلدة انتقادات من المؤرخين، لأن السفينة التي يستخدمها ماجاباهيت جونغ في حين أن سفينة الإغاثة بوروبودور هي سفينة سيلندرا وسريفيجايا.[9]
- ظهرت نسخة طبق الأصل من سفينة بوروبودور في حفل افتتاح دورة الألعاب الآسيوية 2018 في 18 أغسطس 2018 في ملعب غيلورا بونغ كارنو في جاكرتا.[10]

## في الثقافة الشعبية
- ظهرت سفينة بوروبودور ونحت السفينة في أيج أوف إمبايرز: ذي أيج أوف كينغز.
- تخدم سفينة بوروبودور كأساس لنموذجسفينة جونغ في لعبة الفيديو سيفيليزيشن 6 مع أذرع مزدوجة وربع دفة ومعدات للتجديف.